# 오소리속
오소리속(Meles)은 유라시아 전역에 걸쳐 서식하는 족제비과 동물이다. 몸길이 56~90cm, 꼬리길이 11~20cm, 몸무게 10~16kg이다. 3종으로 이루어져 있다.

## 특징
땅딸막한 몸매에 네 다리, 특히 앞다리가 강하다. 발에는 큰 발톱이 있어 땅굴 파기에 알맞다. 오소리가 판 굴은 매우 크고 복잡한데, 가끔 여우나 토끼가 굴을 빌려 쓰기도 한다. 몸빛깔은 회색 또는 갈색인데 배쪽은 암갈색이고 얼굴에는 뚜렷한 검은색과 흰색의 띠가 있다. 항문 위에 취선의 개구부가 있어 악취가 나는 노란색 액체를 분비한다. 또 이것을 행동권 내의 돌이나 나무의 밑동 같은 곳에 발라서 통로의 표적으로 삼는다.
산림에서 살며, 그물 모양으로 연결된 굴을 파고, 한 굴에 몇 세대가 함께 산다. 낮에는 굴에 숨어 있다가 밤이 되면 활동한다. 적이 공격하면 대개는 굴을 파고 달아나지만 피할 겨를이 없으면 사나운 싸움꾼으로 변한다. 발톱과 이는 무기가 되고 질긴 가죽과 털은 갑옷이 된다. 주로 멧토끼, 작은 새, 새알, 들쥐, 집쥐, 개구리, 도마뱀, 두더지, 머루, 다래, 식물의 뿌리, 도토리, 구근, 버섯 등을 먹는다.
가을에 짝짓기를 하고 임신기간은 6주이며 초봄에 새끼를 낳는다. 한배에 3~5마리를 낳는다. 추운 지방에서는 11월부터 2~3월까지 겨울잠을 잔다. 수명은 12~15년이고 모피는 너구리에 비해 질이 떨어진다. 유럽·북아시아·한국·일본 등지에서 산다.

## 하위 종
- 일본오소리 (Meles anakuma)
- 오소리 또는 중국오소리, 아시아오소리 (Meles leucurus)
- 유럽오소리 (Meles meles)